# تشارلز جيمس فوكس
كان تشارلز جيمس فوكس (بالإنجليزية: Charles James Fox)‏ (24 يناير 1749 - 13 سبتمبر 1806)، الذي أطلق عليه لقب «الموقّر» منذ عام 1762، رجل دولة بارزٍ من حزب الأحرار البريطاني امتدت مسيرته البرلمانية على مدى 38 عامًا في أواخر القرن الثامن عشر وأوائل القرن التاسع عشر. كان المنافس اللدود للسياسي عن حزب المحافظين وليام بيت الأصغر، وكان والده هنري فوكس، بارون هولندا الأول، أحد زعماء حزب الأحرار، وقد كان أيضًا المنافس الأكبر لوالد بيت الشهير، ويليام بيت.
برز فوكس في مجلس العموم متحدثًا قويًا وبليغًا لكن حياته الخاصة كانت سيئة السمعة ومليئة بالأحداث على الرغم من أن آرائه كانت محافظة وتقليدية إلى حد ما. لكن، مع مجيء حرب الاستقلال الأمريكية وتأثير إدموند بيرك من حزب الأحرار، تطورت آراء فوكس لتصبح إحدى أكثر الآراء راديكالية في البرلمان البريطاني في ذلك العصر.
أصبح فوكس خصمًا بارزًا وقويًا للملك جورج الثالث، الذي اعتبره طاغية طموحًا. دعم الوطنيين الأمريكيين حتى أنه ارتدى ألوان جيش جورج واشنطن. خدم لفترة وجيزة أول وزير خارجية بريطاني في خلال حكومة ماركيز روكنغهام عام 1782، وعاد ليشغل نفس المنصب في حكومة ائتلافية مع عدوه القديم، لورد نورث، في عام 1783. لكن الملك أجبر فوكس ونورث على الخروج من الحكومة قبل نهاية العام واستبدلهم ببيت الأصغر البالغ من العمر 24 عامًا فقط. أمضى فوكس السنوات الـ 22 التالية في مواجهة بيت وباقي وزراء الحكومة في مجلس العموم.
على الرغم من أن فوكس لم يكن مهتمًا بممارسة السلطة وقضى كامل مسيرته السياسية تقريبًا في المعارضة، إلا أنه اشتهر بكونه ناشطًا مناهضًا للعبودية ومؤيدًا للثورة الفرنسية ومدافعًا برلمانيًا بارزًا عن التسامح الديني والحرية الفردية. كانت صداقته مع معلمه، بيرك، ومصداقيته البرلمانية ضحيتين لدعمه فرنسا خلال الحروب الثورية الفرنسية، لكن فوكس استمر في مهاجمة تشريعات بيت في خلال وقت الحرب والدفاع عن حرية الأقليات الدينية والراديكاليين السياسيين. بعد وفاة بيت في يناير من العام 1806، شغل فوكس لفترة وجيزة منصب وزير الخارجية في «حكومة جميع المواهب» التي شكلها ويليام جرينفيل، ليتوفى في 13 سبتمبر 1806 عن عمر يناهز 57 عامًا.

## سيرته الشخصية

### 1749 – 1758: بداياته
ولد فوكس في 9 شارع كوندويت، لندن، وهو الابن الثاني على قيد الحياة لهنري فوكس، بارون هولندا الأول، والسيدة كارولين لينوكس، ابنة تشارلز لينوكس، دوق ريتشموند الثاني. كان هنري فوكس (1705-1774) حليفًا لروبرت والبول ومنافسًا لبيت الأكبر. جمع ثروة كبيرة من خلال استغلال منصبه قائد الدفع العام للقوات المسلحة. أصبح شقيق فوكس الأكبر ستيفن (1745-1774) ثاني بارون لهولندا، كما كان لشقيقه الأصغر هنري (1755-1811) مسيرة عسكرية متميزة.
كان فوكس محبوب والده الذي كان يراه «جذابًا وذكيًا بشكل يفوق الوصف»، ومنذ أن كان ابنه في الثالثة من عمره، فضل مشاركته المائدة على مشاركة أي شخص آخر وكان متساهلًا معه إلى حد كبير يحكى أن رغب تشارلز ذات مرة برؤية ما بداخل ساعة والده فكسرها، لكن الأب لم يعاقب ابنه المفضل ابدًا. في مناسبة أخرى، عندما وعد هنري ابنه بأنه يمكنه مشاهدة هدم جدار في أرضه ووجد أنه قد هُدم بالفعل، أمر العمال بإعادة بناء الجدار وهدمه مرة أخرى ليتمكن تشارلز من متابعة الحدث.

### 1758 – 1768: تعليمه
بعد منحه تفويضًا مطلقًا لاختيار تعليمه الخاص، التحق فوكس في عام 1758 بمدرسة واندسوورث العصرية التي يديرها السيد بامبيلون، والتحق بعد ذلك بكلية إيتون، حيث بدأ بتطوير حبه المستمر للأدب الكلاسيكي. في وقت لاحق من حياته، قيل دائمًا أنه كان يحمل نسخة من هوراس في جيب معطفه. اصطحبه والده من المدرسة عام 1761 لحضور تتويج جورج الثالث، الذي سيصبح في وقت لاحق أحد ألد أعدائه، ثم اصطحبه مرة أخرى في عام 1763 لزيارة البر الأوروبي. في خلال هذه الرحلة، حصل تشارلز على مبلغ كبير من المال من والده ليتعلم المقامرة، وقد رتب له والده أيضًا ممارسة الجنس ليفقد عذريته وهو لم يكن يبلغ حينها سوى 14 عامًا. عاد فوكس إلى إيتون في وقت لاحق من ذلك العام «مرتديًا حذاء بكعب أحمر وقصة مخملية باريسية تبدو كأجنحة حمامة من الشعر الملون بالبودرة الزرقاء، ولهجة فرنسية اكتسبها مؤخرًا»، فوبخه الدكتور بارنارد مدير مدرسته. أصبحت هذه الممارسات الثلاثة، أي المقامرة وإضفاء الطابع الأنثوي على المظهر وحب الأشياء والأزياء الأجنبية، بمجرد أن غُرست في خلال مراهقته، عادات سيئة السمعة في حياة فوكس عندما كبر.
التحق فوكس بكلية هيرتفورد، أكسفورد، في أكتوبر من العام 1764، لكنه تركها دون أن يتخرج مؤمنًا أنها محض هراء. ذهب في عدة رحلات استكشافية أخرى إلى أوروبا، وأصبح معروفًا في الصالونات الباريسية العظيمة والتقى بشخصيات مؤثرة مثل فولتير وإدوارد جيبون ودوق أورليان وماركيز دي لافاييت، وأصبح شريكًا في ملكية عدد من خيول السباق مع دوق لوزون.

### 1768 – 1774 بداياته السياسية
في ما يتعلق باانتخابات العامة عام 1768، اشترى هنري فوكس لابنه مقعدًا في البرلمان لدائرة غرب ساسكس في ميدهورست، على الرغم من أن تشارلز كان لا يزال في التاسعة عشرة من عمره وغير مؤهل من الناحية الفنية لعضوية البرلمان. خاطب فوكس مجلس العموم حوالي 254 مرة بين عامي 1768 و 1774 وسرعان ما اكتسب شهرته خطيبًا رائعًا، لكنه لم يكن قد طور بعد الآراء الراديكالية التي اشتهر بها. وهكذا قضى الكثير من سنواته الأولى في تصنيع الذخيرة عن غير قصد لنقاده اللاحقين واتهاماتهم له بالنفاق. كان فوكس مؤيدًا لحكومات جرافتون ونورث، وكان بارزًا في الحملة لمعاقبة الراديكالي جون ويلكس لتحديه مجلس العموم. «وهكذا بدأ حياته المهنية بالتحدث نيابة عن مجلس العموم ضد الشعب وضد ممثله المنتخب.»، وبالتالي تعرض كل من فوكس وشقيقه ستيفن للإهانة والرشق بالطين في الشارع من قبل الجماهير الموالية لويلكس في لندن.
بين عامي 1770 و 1774، تعرضت مسيرة فوكس الواعدة على ما يبدو في المؤسسة السياسية لانتكاسة. في فبراير من العام 1770، تم عين لورد نورث فوكس في مجلس إدارة الأميرالية، ولكنه استقال في الخامس عشر من نفس الشهر بسبب معارضته الحماسية لقانون الزواج الملكي للحكومة، والذي شككت أحكامه في شرعية زواج والديه. في 28 ديسمبر 1772، عين نورث فوكس في مجلس إدارة الخزانة، ليتنازل مرة أخرى عن منصبه في فبراير 1774، بسبب استجابة الحكومة الضعيفة المزعومة لفضيحة توزيع نسخ المناقشات البرلمانية على العامة. كمن استياء عائلته تجاه اللورد نورث وراء هذه الحوادث. أما جورج الثالث، الذي راقب أيضًا سلوك فوكس الخاص الفاضح، اعتبره عبئًا وحكم أنه لا يمكن الوثوق بفوكس لأخذ أي أمر على محمل الجد.